# Männerturnverein Bremen von 1875
Der Männerturnverein Bremen von 1875 ist ein deutscher Turnverein.
1936 errang Vereinsturnlehrer Walter Steffens die Goldmedaille im Mannschaftsmehrkampf bei den Olympischen Spielen in Berlin.
Beim 100-jährigen Jubiläum wurde der Verein mit der Urkunde und der Senatsmedaille „Für hohe Leistungen im Sport“ ausgezeichnet.
2007 übernahm er die Mitglieder und Ligamannschaften des insolventen TuS Walle Bremen und firmiert seit dem 11. März 2008 als TV Bremen-Walle 1875.